# Charles Harold Dodd
Pour les articles homonymes, voir Dodd.
Charles Harold Dodd (né le 7 avril 1884 à Wrexham et mort le 21 septembre 1973 ) est un exégète britannique.

## Travaux
Il fut professeur protestant de critique biblique et d'exégèse à l'université de Manchester puis à l'université de Cambridge. Ses recherches bibliques n'étaient pas dissociables chez lui d'une recherche théologique.
Ses travaux ont une influence durable sur la théologie protestante et même catholique.
Il fut président de la Studiorum Novi Testamenti Societas en 1951.

## L'eschatologie réalisée
André Gounelle résume ainsi la position de Dodd :
"Selon Dodd, Jésus... ne cesse de proclamer que le Royaume est là, qu'on est enfin entré dans une ère nouvelle. Il n'annonce pas l'imminence de sa venue, comme le pense Schweitzer, il proclame que cette venue a eu lieu. Les auditeurs de Jésus vivent le 'jour du seigneur' prédit par les prophètes. L'espérance d'Israël s'accomplit. La promesse eschatologique d'un nouveau monde trouve sa réalisation. Quand Jésus paraît, écrit Dodd, 'ce n'est plus en quelque sorte au moyen d'un télescope que le Royaume de Dieu doit être vu. Il n'y a qu'à ouvrir les yeux et regarder'. À l'appui de sa thèse, Dodd avance cinq arguments. Premièrement, le Nouveau Testament parle de la venue de Jésus comme d'un accomplissement; elle correspond exactement à ce que les prophéties avaient annoncé, et elle se produit à la plénitude des temps (Gal.4/4; Marc 1/14). Deuxièmement, avec Jésus, le surnaturel fait son entrée dans l'histoire. L'âge du miracle commence; ceux opérés par Jésus montrent qu'on entre dans une ère nouvelle. Troisièmement, Jésus renverse les puissances du mal: le prince de ce monde est jeté dehors, Satan tombe comme un éclair, les démons sont chassés, les principautés et les dominations sont vaincues; ce qui résiste et s'oppose au règne de Dieu disparaît donc. Quatrièmement, la venue de Jésus représente le jugement du monde. Ce jugement a lieu tout de suite, quand on rencontre Jésus maintenant (Jean 12/30). Cinquièmement, avec la résurrection, la vie éternelle entre dans le monde. Tous ces arguments conduisent Dodd à conclure: 'Le Nouveau Testament nous raconte le ministère de Jésus comme une apocalyptique réalisée'."

## Ouvrages
Plusieurs de ses livres ont été traduits en français.
- Aux Éditions du Seuil, en format de poche :
  - Le Fondateur du christianisme (1970), traduit par Paul-André Lesort, 1972.
  - La Prédication apostolique et ses développements (1936), 1re éd. française aux éditions universitaires, 1946 ; puis au Seuil, Coll. « Livre de Vie » n°125, 1975.
  - Morale de l'Évangile / Les rapports entre la foi et la morale dans le christianisme primitif 1re éd. française chez Plon, 1958 ; puis au Seuil, Coll. « Livre de Vie » n°118, 1973.
  - Conformément aux Écritures / L'infrastructure de la théologie du Nouveau Testament, Coll. « Parole de Dieu », 1968.
  - Les paraboles du royaume de Dieu / Déjà là ou pas encore ? (1935), Coll. « Parole de Dieu », 1977.

- Aux éditions du Cerf :
  - Évangile et histoire (1938), Coll. « Lire la Bible » n° 39, 1974.
  - L'interprétation du quatrième évangile (1953), Coll. « Lectio Divina » n° 82, 1975.
  - « La tradition historique du quatrième évangile » Coll. « Lectio Divina » n° 128, 1987

- Autres :
  - La Bible aujourd'hui (1946), Casterman, Coll. « Bible et Vie chrétienne », 1957.
  - Saint Paul aujourd'hui, éditions universitaires, Coll. « Nouvelle Alliance », 1964.